# E=CM2
Ne doit pas être confondu avec E=mc2.
Albums de Marcel et son Orchestre
Un pour tous... chacun ma gueule Bon Chic... Bon Genre !
E=CM2 est un album du groupe Marcel et son Orchestre, paru en 2006.

## Liste des titres
1. Qu'est-ce qu'il a de plus que moi ?
2. Bonne fête Maman
3. Nadia
4. Pire qu'une démangeaison
5. La Famille Ingall's
6. Un prénom pour la vie
7. Soirée ferrero
8. Sophie
9. Discommissariat
10. Sans t'en apercevoir
11. Les Mains dans le dos
12. La Gomme magique
13. CO²

## Classements
Album – Classements français
| Année | Position |
| ----- | -------- |
| 2006  | 59       |

Singles – Classements français
| Année | Single | Position |
| ----- | ------ | -------- |
| 2006  | CO²    | 83       |